# 特拉伦卡国家公园
特拉伦卡国家公园（Terra Ronca State Park）是位於巴西戈亚斯州西北与巴伊亚州交界处的一個國家公園，地處巴西高原上，公園內有众多洞穴，洞穴內有河水。